# Товста лінія

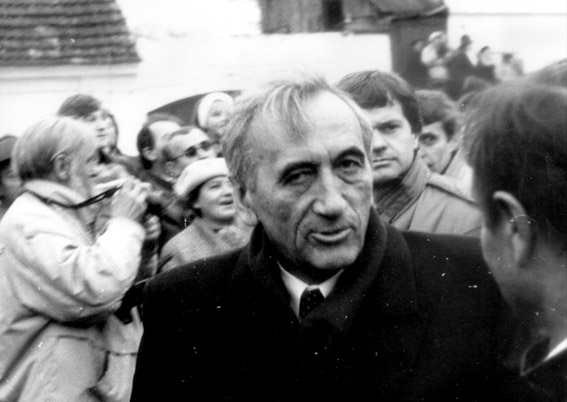
Тадеуш Мазовецький (1989)

Товста лінія — політичне гасло, похідне від експозиції прем'єр-міністра Тадеуша Мазовецького, виголошеної в Сеймі 12 вересня 1989 року. Він сказав: 
Уряд, який я створюю, не несе відповідальності за іпотеку, яку успадкує. Однак вона має вплив на обставини, в яких нам доведеться діяти. Минуле позначаємо товстою лінією. Ми будемо нести відповідальність лише за те, що ми зробили, щоб вивести Польщу з її нинішнього стану краху.
- Тадеуш Мазовецький, експозиція в Сеймі 24 серпня 1989

Фраза "Минуле позначаємо товстою лінією" потім була використана як назва передруку всієї експозиції в щоденному виданні " Газета Виборча". 

## Інтерпретації
За словами Тадеуша Мазовецького, ці слова означали відмежування уряду від попередньої політичної системи Польщі та її влади. 
Однак його супротивники, що спочатку зосереджені були довкола Леха Валенси, а потім навколо уряду Яна Ольшевського трактували "товсту лінію" як символ відрази до історичних звітів, люстрацій та декомунізації, а також прийняття функціонування посткомуністичних кіл у польській політиці та економіці (привласнення номенклатури). На їхню думку, група, похідна від "Солідарності", була поділена на прихильників "товстої лінії", до складу якої входили прихильники Тадеуша Мазовецького, пов'язані з "Газетою Виборчою", а також зосереджені в  Демократичному союзі, а після звільнення з уряду Яна Ольшевського також середовища що підтримували президента Леха Валенсу та уряд Ганни Сухоцької, а також противники "товстої лінії", яка включала кола, що підтримували уряд Яна Ольшевського, а після його звільнення зосередилися на Центрі Порозуміння та Руху для Речі Посполитої. Адам Міхнік, головний редактор "Газети Виборчої", відкинув ці звинувачення. 
Прихильників, що зрозуміли таким чином "товсту лінію", звинувачували, в тому числі, за поблажливість до комуністичних злочинів та за їх замовчування, деформування історичної свідомості поляків, унеможливлення люстрації, телерування участі колишніх агентів Служби Безпеки ПНР та інших спецслужб ПНР, а також колишніх активістів ПЗПР (Александр Квасневський) у громадському, політичному та економічному житті. 
Термін "товста лінія" у свідомості частини польського суспільства функціонує як окреслення поблажливості щодо колишніх політичних активістів ПНР та підпорядкованих їм спецслужб, всупереч запевненням Тадеуша Мазовецького, що не було наміру в такому формулюванні будь-якої безкарності для осіб, що діяли в попередній системі, до так помітного переломного моменту. 